# Copa Solidariedade da AFC de 2016
A Copa Solidariedade da AFC de 2016 foi a 1ª edição da Copa Solidariedade da AFC. A competição foi disputada na cidade de Kuching, na Malásia, entre 2 e 15 de novembro de 2016.

## Seleções participantes
A princípio, nove países se classificaram para disputar a competição, mas Paquistão e Bangladesh decidiram não participar.
| Equipe      | Forma de classificação                                                                       | Ranking da FIFA1 |
| ----------- | -------------------------------------------------------------------------------------------- | ---------------- |
| Brunei      | Perdedor da primeira fase das Eliminatórias Asiáticas para a Copa do Mundo de 2018           | 198º             |
| Laos        | Perdedor da segunda rodada da fase de play-off das Eliminatórias para a Copa da Ásia de 2019 | 177º             |
| Macau       | Perdedor da primeira fase das Eliminatórias Asiáticas para a Copa do Mundo de 2018           | 195º             |
| Mongólia    | Perdedor da primeira fase das Eliminatórias Asiáticas para a Copa do Mundo de 2018           | 202º             |
| Nepal       | Perdedor da primeira fase das Eliminatórias Asiáticas para a Copa do Mundo de 2018           | 188º             |
| Sri Lanka   | Perdedor da primeira fase das Eliminatórias Asiáticas para a Copa do Mundo de 2018           | 193º             |
| Timor-Leste | Perdedor da segunda rodada da fase de play-off das Eliminatórias para a Copa da Ásia de 2019 | 186º             |

1Agosto de 2016.

## Sede
A cidade de Kuching, capital do Estado de Sarawak, na Malásia Oriental, foi selecionada como sede da 1ª edição da Copa Solidariedade da AFC. Dois estádios receberam os jogos do torneio:
- o Estádio do Estado de Sarawak, com capacidade para 26 mil espectadores;
- o Estádio de Sarawak, com capacidade para 40 mil espectadores, onde foi disputada a final do campeonato.

Vale salientar que a Malásia não participou da competição.

## Primeira fase
|  | Equipes classificadas às semifinais |
|  | Equipes eliminadas                  |

### Grupo A
| Pos | Equipe      | PG | J | V | E | D | GP | GC | SG |
| --- | ----------- | -- | - | - | - | - | -- | -- | -- |
| 1   | Nepal       | 4  | 2 | 1 | 1 | 0 | 3  | 0  | +3 |
| 2   | Brunei      | 3  | 2 | 1 | 0 | 1 | 4  | 3  | +1 |
| 3   | Timor-Leste | 1  | 2 | 0 | 1 | 1 | 0  | 4  | –4 |

| 2 de novembro | Brunei                                          | 4 – 0 | Timor-Leste | Estádio Sarawak, Kuching |
| 19:30 (UTC+8) | Ali Rahman 63', 69' · S. Said 71' · A. Said 80' |       |             | Público: 100             |

| 5 de novembro | Timor-Leste | 0 – 0 | Nepal | Estádio do Estado de Sarawak, Kuching |
| 19:30 (UTC+8) |             |       |       | Público: 315                          |

| 8 de novembro | Nepal                                   | 3 – 0 | Brunei | Estádio Sarawak, Kuching |
| 19:30 (UTC+8) | Shrestha 45+2' · Khawas 72' · Magar 80' |       |        | Público: 210             |

### Grupo B
| Pos | Equipe    | PG | J | V | E | D | GP | GC | SG |
| --- | --------- | -- | - | - | - | - | -- | -- | -- |
| 1   | Macau     | 7  | 3 | 2 | 1 | 0 | 7  | 3  | +4 |
| 2   | Laos      | 6  | 3 | 2 | 0 | 1 | 6  | 5  | +1 |
| 3   | Mongólia  | 3  | 3 | 1 | 0 | 2 | 3  | 5  | –2 |
| 4   | Sri Lanka | 1  | 3 | 0 | 1 | 2 | 2  | 5  | –3 |

| 3 de novembro | Sri Lanka     | 1 – 2 | Laos                             | Estádio do Estado de Sarawak, Kuching |
| 16:30 (UTC+8) | Rahuman 90+3' |       | Souksavath 58' · Sonthanalay 83' | Público: 100                          |

| 3 de novembro | Macau                | 2 – 1 | Mongólia         | Estádio de Sarawak, Kuching |
| 19:30 (UTC+8) | Niki Torrão 14', 75' |       | Munkh-Erdene 29' | Público: 90                 |

| 6 de novembro | Laos           | 1 – 4 | Macau                                            | Estádio de Sarawak, Kuching |
| 16:30 (UTC+8) | Sonthanalay 3' |       | Pak-Kin 21' · Ka-Hang 67' · Niki Torrão 79', 87' | Público: 67                 |

| 6 de novembro | Mongólia           | 2 – 0 | Sri Lanka | Estádio do Estado de Sarawak, Kuching |
| 19:30 (UTC+8) | Nyam-Osor 50', 66' |       |           | Público: 226                          |

| 9 de novembro | Sri Lanka | 1 – 1 | Macau        | Estádio do Estado de Sarawak, Kuching |
| 19:30 (UTC+8) | Ishan 5'  |       | Weng-Hou 86' | Público: 93                           |

| 9 de novembro | Mongólia | 0 – 3 | Laos                                               | Estádio de Sarawak, Kuching |
| 19:30 (UTC+8) |          |       | Khanthavong 7' · Sivongthong 21' · Champathong 83' | Público: 321                |

## Fase final
|  | Semifinais     | Semifinais     |   |                | Final          | Final |  |
|  |                |                |   |                |                |       |  |
|  | 12 de novembro |                |   |                |                |       |  |
|  | Nepal          | 2 (3)          |   |                |                |       |  |
|  | Laos           | 2 (0)          |   |                |                |       |  |
|  |                |                |   |                |                |       |  |
|  |                |                |   |                | 15 de novembro |       |  |
|  |                |                |   |                | Nepal          | 1     |  |
|  |                | Macau          | 0 |                |                |       |  |
|  |                |                |   |                |                |       |  |
|  |                |                |   |                |                |       |  |
|  |                |                |   |                | Terceiro lugar |       |  |
|  | 12 de novembro | 12 de novembro |   | 14 de novembro | 14 de novembro |       |  |
|  | Macau          | 1 (4)          |   | Laos           | 3              |       |  |
|  | Brunei         | 1 (3)          |   |                | Brunei         | 2     |  |

Semifinais
| 12 de novembro | Nepal                   | 2 – 2 (pro) | Laos                  | Estádio de Sarawak, Kuching |
| 16:45 (UTC+8)  | Magar 47' · Tamang 104' |             | Champathong 18', 117' | Público: 117                |

|                      |       | Penalidades                          |  |
| Gurung Lama Shrestha | 3 – 0 | Bounpachack Khanthavong Waenvongsoth |  |

| 12 de novembro | Macau       | 1 – 1 | Brunei      | Estádio de Sarawak, Kuching |
| 19:30 (UTC+8)  | Ka-Hang 59' |       | S. Said 27' | Público: 331                |

|                                    |       | Penalidades                       |  |
| Niki Torrão Ka-Hang Chan Man Ka-Un | 4 – 3 | Bolkiah S. Said Kamis Saleh Kasmi |  |

Disputa de 3º lugar
| 14 de novembro | Laos                                               | 3 – 2 | Brunei           | Estádio de Sarawak, Kuching |
| 19:30 (UTC+8)  | Liththideth 6' · Khanthavong 53' · Champathong 82' |       | S. Said 24', 55' | Público: 257                |

Final
| 15 de novembro | Nepal        | 1 – 0 | Macau | Estádio de Sarawak, Kuching |
| 19:30 (UTC+8)  | Shrestha 29' |       |       | Público: 157                |

| Copa Solidariedade da AFC de 2016 |
| --------------------------------- |

| Nepal                                          |
| ---------------------------------------------- |
| Seleção Nepalesa de Futebol Campeã (1° título) |